# Municipio di Lubin
Il municipio di Lubin è un edificio in stile barocco eretto nel 1768. Oggi il municipio funge da sede del Museo storico, del sindaco della città e del Consiglio Municipale. 

## Storia
Il primo municipio rinascimentale fu costruito a Lubin nel 1515, durante il grande ampliamento della città. Danneggiato dal fuoco nel 1757, venne rimosso e nel 1768 sostituito dall’edificio attuale in stile barocco, eretto nello stesso luogo. Il municipio fu notevolmente rimodellato nell’Ottocento e nel Novecento. Subì gravi danni nel 1945, durante la Seconda Guerra Mondiale; ricostruito nel 1950, perse molti tratti del suo stile architettonico. Nel 2010 venne restaurato e la sua torre fu coperta con la lastra di rame.  
Il municipio è iscritto nel registro di monumenti in base alla decisione del conservatore dei monumenti del voivodato varata il 14 aprile 1981. Come già accennato, oggi il municipio funge da sede del museo storico, del sindaco della città e del Consiglio Municipale.

## Architettura
Il municipio rappresenta una costruzione a due piani del tardo barocco, fabbricata su una pianta rettangolare. È coperto con il tetto a padiglione mansardato con abbaini. Sulla linea di colmo si trova una torretta rivestita di rame con quadranti di orologi, coronata dal tetto appuntito con la guglia in stile barocco. Il rivestimento dell’edificio viene animato dagli avancorpi terminati con i frontoni triangolari. L’avancorpo della facciata ovest ha un timpano sul quale, tra gli ornamenti floreali, viene scolpito lo stemma della città.

## Galleria d'immagini

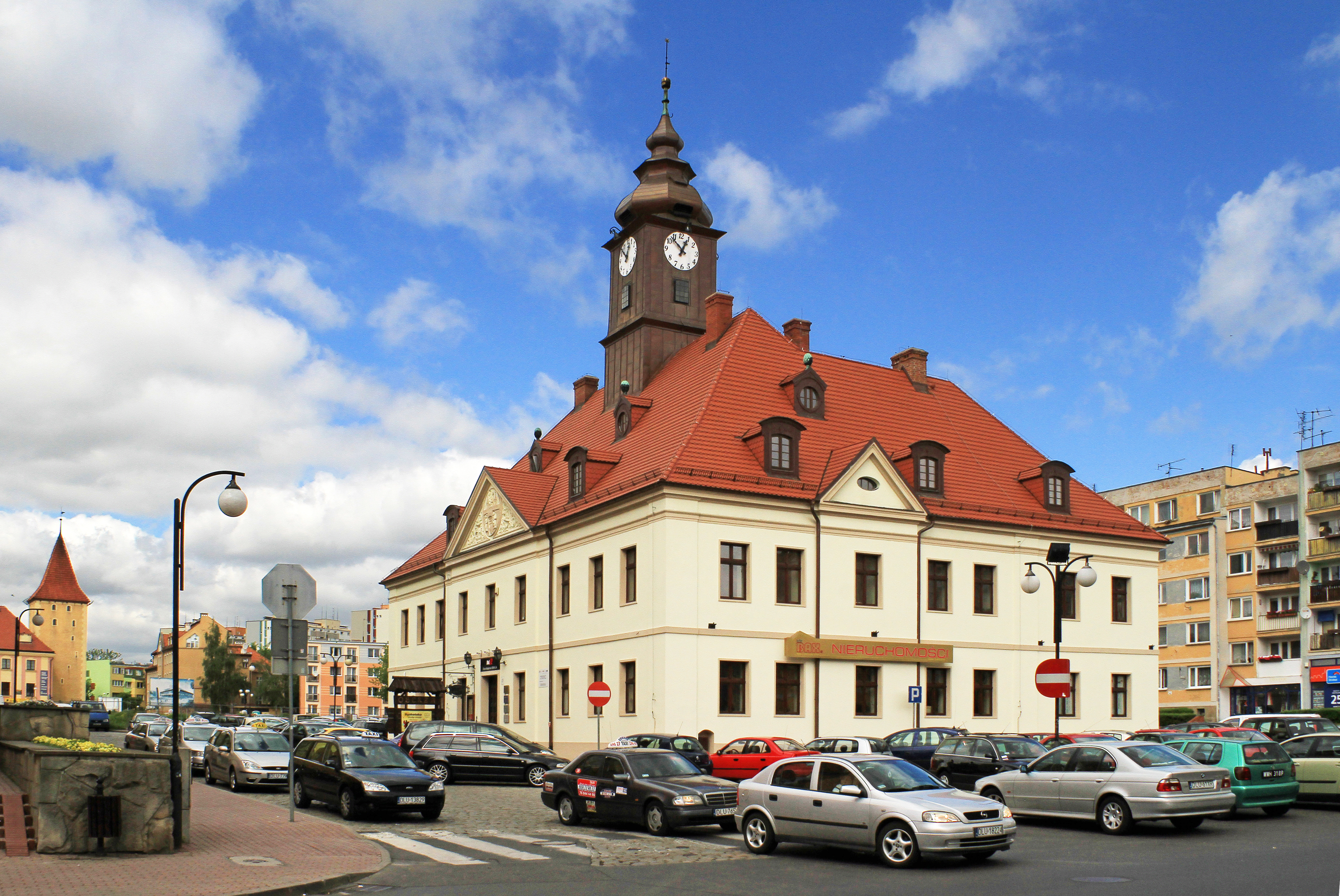
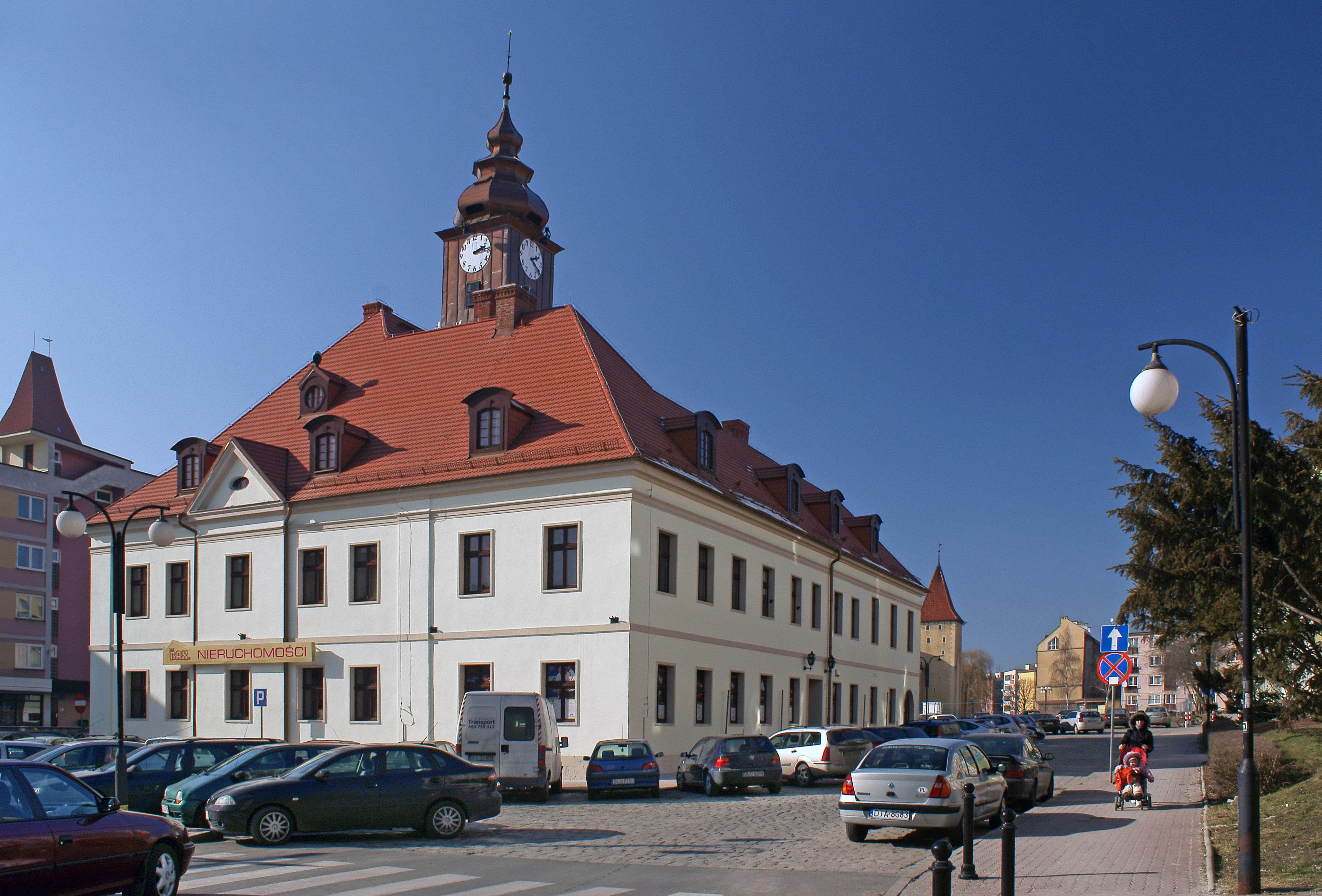
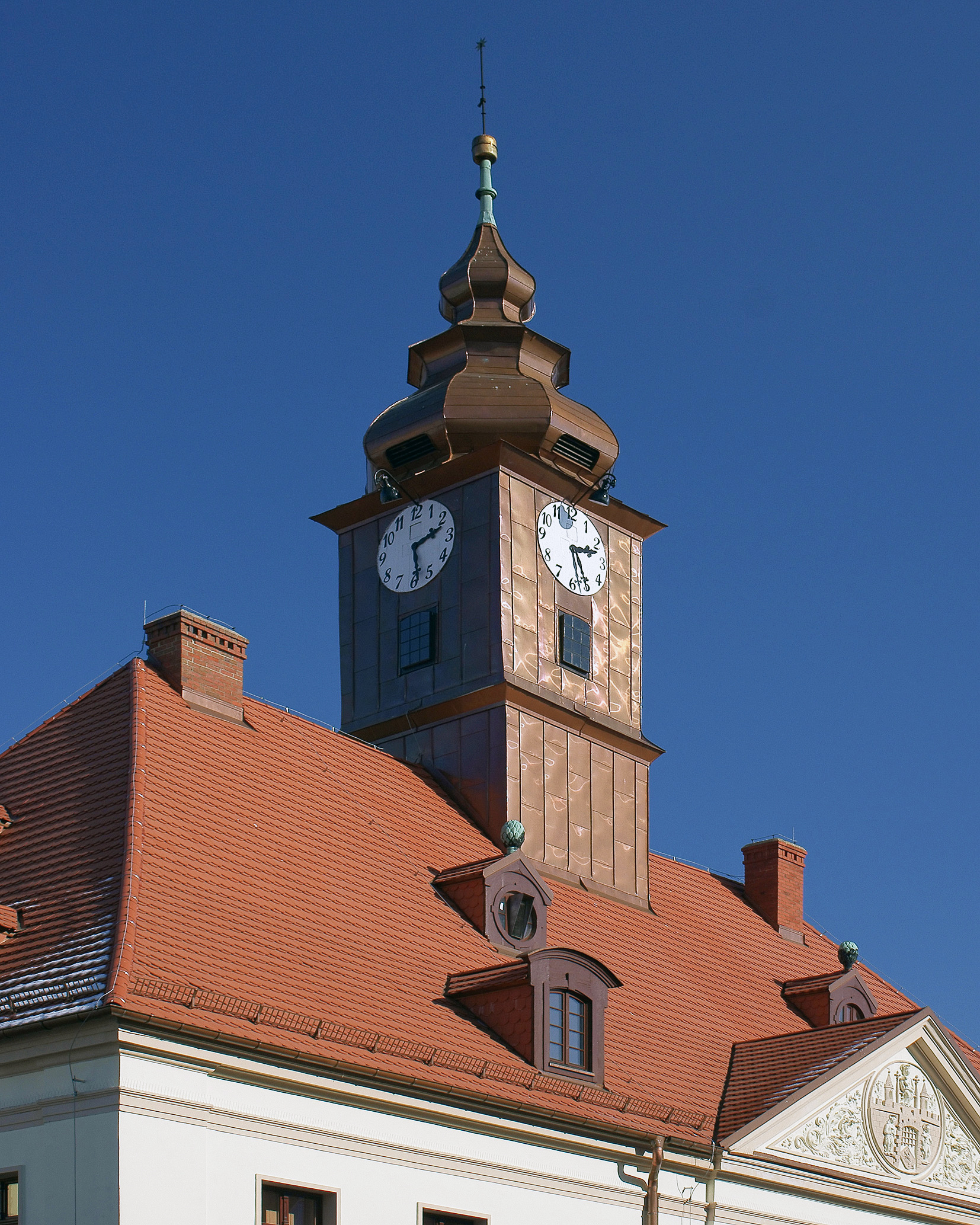